# Leptochiton odhneri
Leptochiton odhneri är en blötdjursart som först beskrevs av J. Richard M. Bergenhayn 1931.  Leptochiton odhneri ingår i släktet Leptochiton och familjen Leptochitonidae. Inga underarter finns listade i Catalogue of Life.